# Thorner Gymnasium

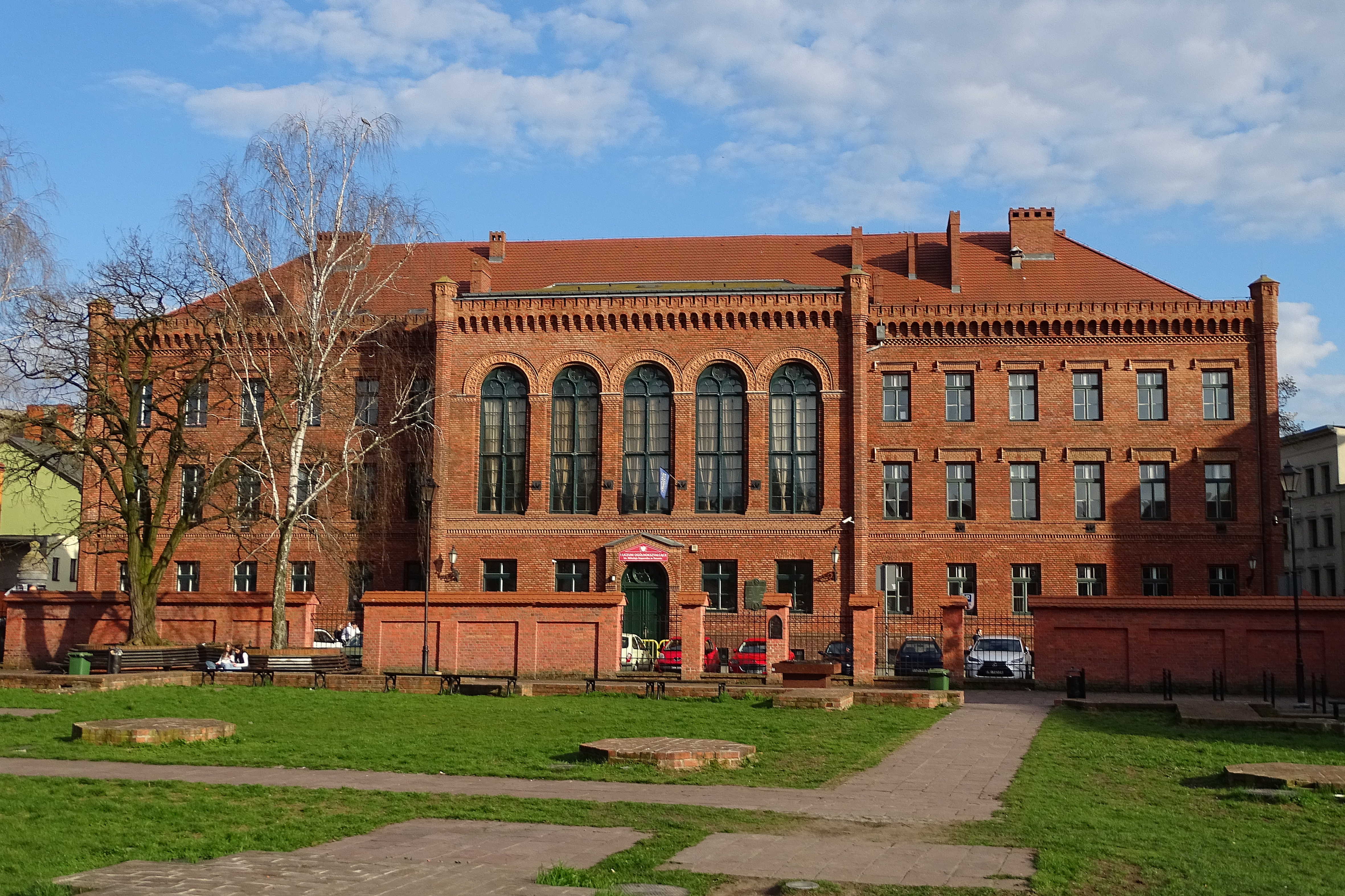
Schulgebäude von 1855

Das Thorner Gymnasium (Schola Thoruniensis) wurde 1568 in der evangelisch reformierten Stadt Thorn nach Straßburger Vorbild (Johannes Sturm) im aufgegebenen Franziskanerkloster gegründet. Ähnliche Schulen waren das Akademische Gymnasium Danzig (gegründet 1558) und das Athenaeum Elbingense (gegründet 1535).

## Geschichte

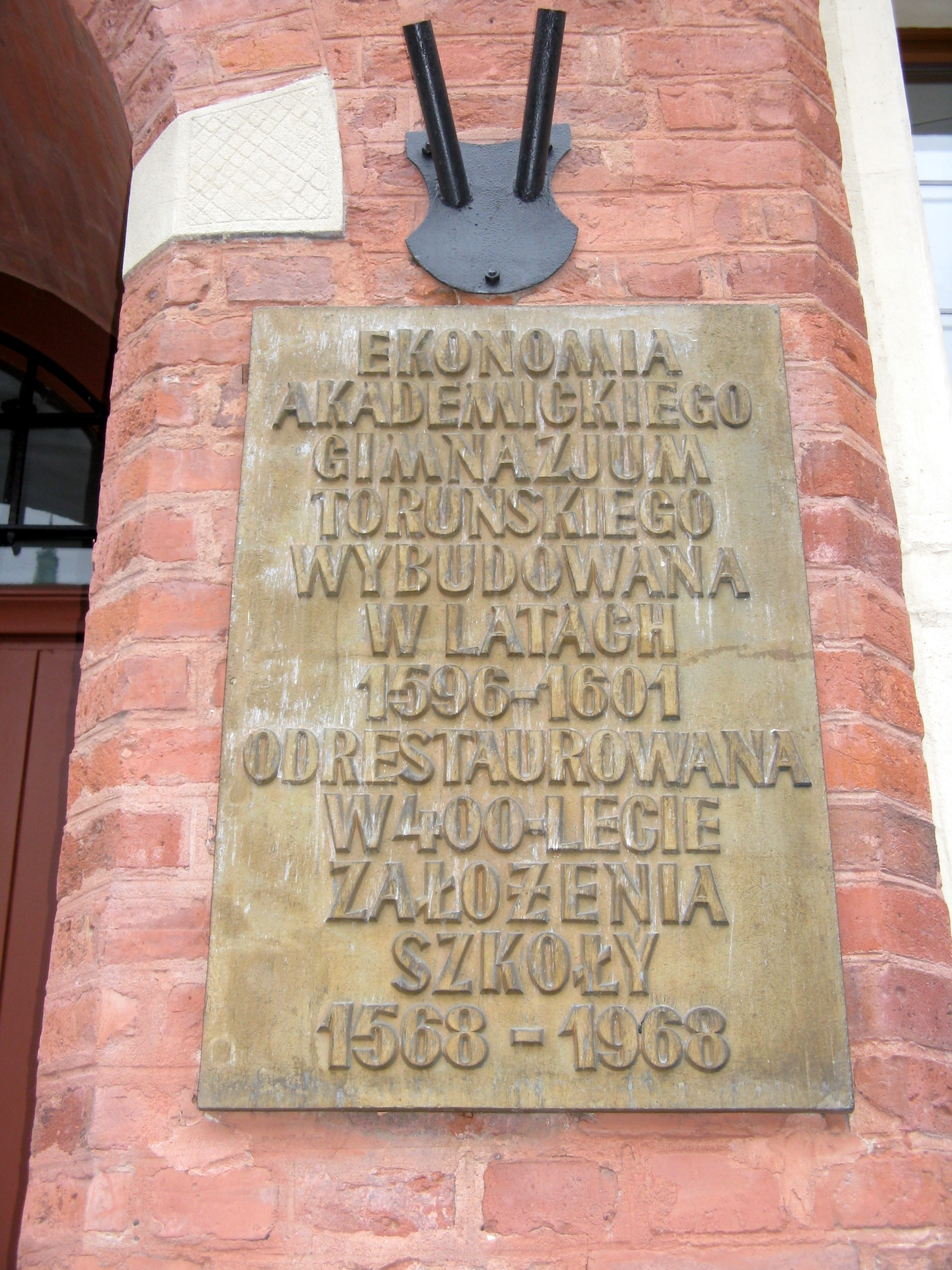
Erinnerung an die Schulgründung und 400-jährige Geschichte 1968

Der Gründungsrektor war Matthias Breu. Die Schule wurde 1594 zum Akademischen Gymnasium erhoben durch Initiative von Bürgermeister Heinrich Stroband (1548–1609), der die Bibliothek zu erweiterten begann.

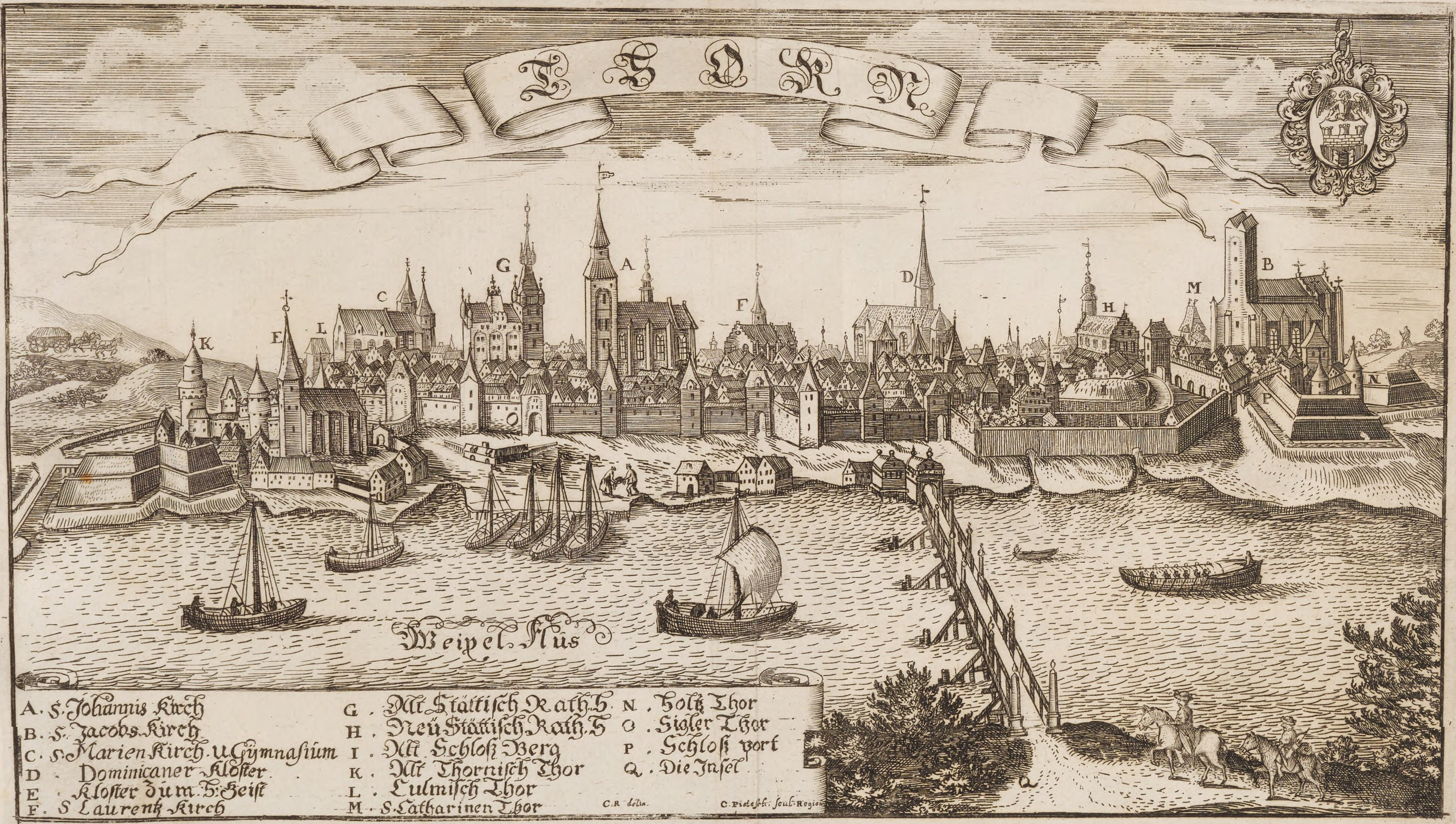
Kupferstich von Christoph Hartknoch: Thorn im Jahr 1684.
Mit C markiert sind S. Marienkirche u. Gymnasium

Im späten 17. Jahrhundert war der aus Lyck stammende Christoph Hartknoch Direktor des Thorner Gymnasiums, ein bedeutender Historiker der Geschichte des Ordensstaates, Königlich Preußens (Alt- und Neues-Preussen) und Polen-Litauens. Nach dem Thorner Blutgericht 1724 wurde die Schule für ein Jahr nach einem blutigen Zwischenfall geschlossen und das Franziskanerkloster (Bernhardiner) kurzfristig wieder errichtet. Der Rektor Johann Wilhelm Süvern beseitigte 1800 den akademischen Überbau über der Schule, da sie lange schon den Hochschulanspruch nicht mehr erfüllte. Ab 1815 war Thorn wieder preußisch.
1825 wurde die verbliebene Schule aufgrund einer Vereinbarung zwischen der Stadt und der preußischen Regierung zu einer von beiden getragenen Schule und ab 1880 zu einer rein staatlichen Schule mit deutschem Charakter. Der Neubau von 1855 stand in der Strobandstraße. Das Posener Gymnasium überflügelte Thorn.
Um 1910 verfügte Thorn neben dem Königlichen Gymnasium und Realgymnasium über acht Volksschulen, eine Mittelschule für Knaben, eine für Mädchen, ein Städtisches Lyzeum und Oberlyzeum, eine Höhere Privat-Mädchenschule-Wentscher, eine Privatschule-Kaske, zwei Präparandenanstalten und Lehrerseminare (ev. und kath.), eine Königliche Gewerbeschule mit den Unterabteilungen: Bauschule, Handelsschule, Haushaltungs- und Gewerbeschule für Mädchen. Ab 1921 gab es einzig ein staatliches polnisches Gymnasium mit einer kleinen deutschen Filiale mit 300 bis 250 meist protestantischen Schülern in der Bäckerstraße. Deutsche Lehrer wie Schüler mussten Polnisch lernen. Diese Konstruktion war in Polen fast einzigartig, andere deutsche Schulen in Graudenz, Lissa, Posen und Bromberg waren Privatschulen. Bis 1939 wurde der Lehrkörper allmählich polonisiert und der polnische Sprachanteil am Unterricht erhöht. Von September 1939 bis 1945 gab es wieder ein rein deutsches Gymnasium in der Strobandstraße.
Im heutigen Polen besteht ein allgemeinbildendes Lizeum „Mikołaja Kopernika“ an der ul. Zaułek Prosowy 1.
In der Schule befand sich ab ca. 1580 eines der ältesten Bildnisse des Nikolaus Kopernikus, der 1473 in Thorn geboren wurde, und 1543 in Frauenburg verstarb.

## Lehrer
- Gottlieb Aenetius (1574–1631) war ein deutscher Physiker, 1607–1610 Prorektor
- Johannes Sartorius (1656–1729), 1682 bis 1699 Professor
- Johann Friedrich Bachstrom (1686–1742), Theologe, Mediziner, Techniker, Schriftsteller und Pädagoge
- Wilhelm Arthur Passow (1814–1864), Philologe und Literaturhistoriker, ab 1858 Rektor des Gymnasiums
- Julius Bergenroth (1817–1896), Altphilologe, Mitglied des Preußischen Abgeordnetenhauses, Ehrenbürger von Thorn
- Friedrich Strehlke (1825–1896), Philologe und Literaturwissenschaftler, von 1878 bis 1884 Rektor des Gymnasiums
- Johann Matthias Matsko (1721–1796), Mathematiker und Astronom

## Schüler
- Andreas Vengerscius (1600–1649), Protestant im Dreißigjährigen Krieg
- Petrus Mederus (1602–1678), Dichter, Lehrer und Geistlicher
- Johannes Mochinger (1603–1652), Lehrer, Theologe und Geistlicher
- Johannes Magirus (1615–1697), Mediziner und Mathematiker, Gymnasiallehrer in Zerbst, o. Professor in Marburg
- Friedrich Christian Kries (1768–1849), Altphilologe, Mathematiker und Physiker
- Theodor Körner (1810–1891), Oberbürgermeister von Thorn
- Carl Kiehn (1833–1894), Rittergutsbesitzer, MdHdA
- Otto Carnuth (1843–1899), Altphilologe und Gymnasiallehrer
- Karl Steinbart (1852–1923), Bankier und Kunstsammler
- Carl Woelck (1868–1937), Bürgermeister von Weißensee
- Gustav Bansi (1870–1935), Verwaltungsjurist und Ministerialbeamter
- Kurt Woelck (1882–1958), Oberbürgermeister von Spandau
- Alfred Wolff (1885–1917), Klassischer Philologe und Gymnasiallehrer